# 痴情 (歌曲)
《痴情》，又称为《见爱响铃》或《叮叮当当》，是2022年发行的越南流行歌曲，由越南流行歌手黄垂玲演唱，收录于其个人的第四张录音室专辑《Link》。另有Cucak创作的歌曲混音版，该版本在TikTok受到强烈关注，成为众多翻跳视频的背景音乐。

## 歌曲创作
《痴情》由越南创作组合DTAP谱曲编曲，以越南南部湄公河三角洲文化为创作蓝本。演唱者黄垂玲表示歌曲内容取材于她少女时代初次恋爱的经历这首歌的创作时间为两个小时，录制时间也只有两天。歌名“See Tình”衍生自越南语单词“si tình”，为双关语，有“坠入爱河”及“痴情”的意思。
从曲风层面上看，歌曲结合迪斯科及流行舞曲风格，副歌采用复古风格五聲音階，当中穿插改良劇片段，带领听众沿着湄公河三角洲西边的河流前进。

## 音乐视频

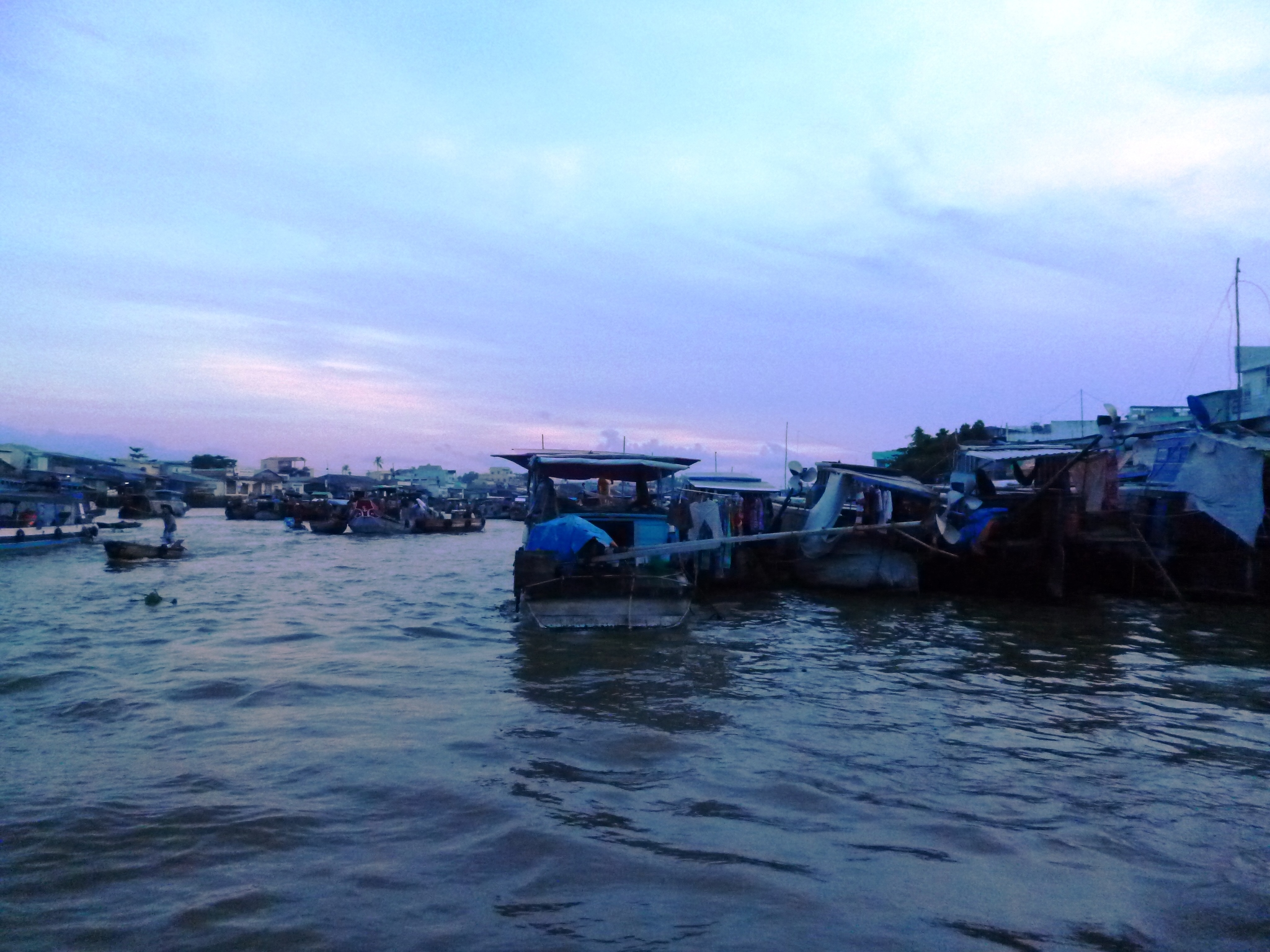
视频部分布景参考了丐𪘵郡的越南水上市场

歌曲的音乐视频由卡哇伊俊英（Kawaii Tuấn Anh）执导、明珠（Minh Châu）编剧，黄古（Hoàng Ku）担任时尚造型师。剧情承接2022年1月1日发行的《Link》首支单曲《卜卦》（"Gieo Quẻ"）的音乐视频。
和黄垂玲以往采用越南北部风格的音乐视频不同，《痴情》改用越南西部风格，且色彩简约，以迎合歌词内容。视频采用大量CGI画面，其中大约75%的场景在绿幕前录制，制作周期长达三个月。视频讲述黄垂玲扮演的美人鱼向一位卖地毯的男孩求爱。越南歌手伊萨克·范（Isaac Phạm）在视频最后客串亮相。

## 流行文化
《痴情》还有一个由Cucak创作的混音版，该版本在TikTok受到强烈关注，成为众多翻跳视频的背景音乐。在中国的抖音平台，与歌曲相关视频的播放量高达40亿次。TikTok透露截至2023年3月，附带“#SeeTinh”标签的视频收获超过12亿次的播放量，以舞蹈视频居多。
歌曲在华语圈又名《见爱响铃》，曾被蔡依林等明星翻跳。在芒果TV音乐竞演真人秀《乘风2023》的一公表演中，该曲改名为《叮叮当当》，由陈嘉桦、张嘉倪、吴倩及芝芙共同演绎。

## 榜单成绩
| 榜单（2022年）                   | 最高排名 |
| -------------------------------- | -------- |
| 越南（《公告牌》越南百强单曲榜） | 2        |
| 越南（《公告牌》越南热门单曲榜） | 1        |

| 榜单（2022年）                         | 排名 |
| -------------------------------------- | ---- |
| 越南（《公告牌》越南百强单曲榜年终榜） | 6    |